# Démographie de la Colombie
Cet article contient des statistiques sur la démographie de la Colombie.

## Distribution de la population

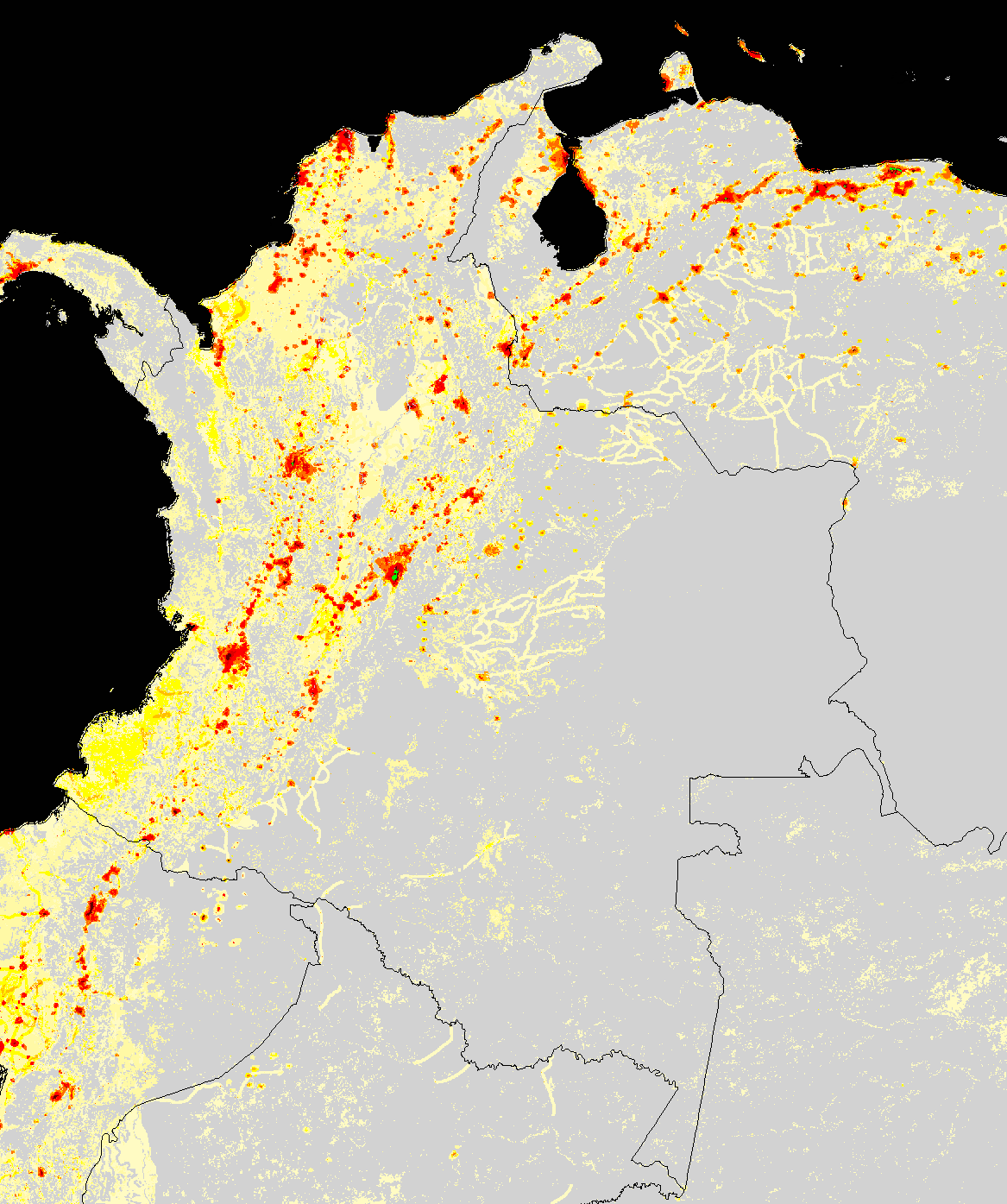
Densité de population en Colombie. Le rouge représente les hautes concentrations.

## Évolution de la population depuis leXVIIIesiècle

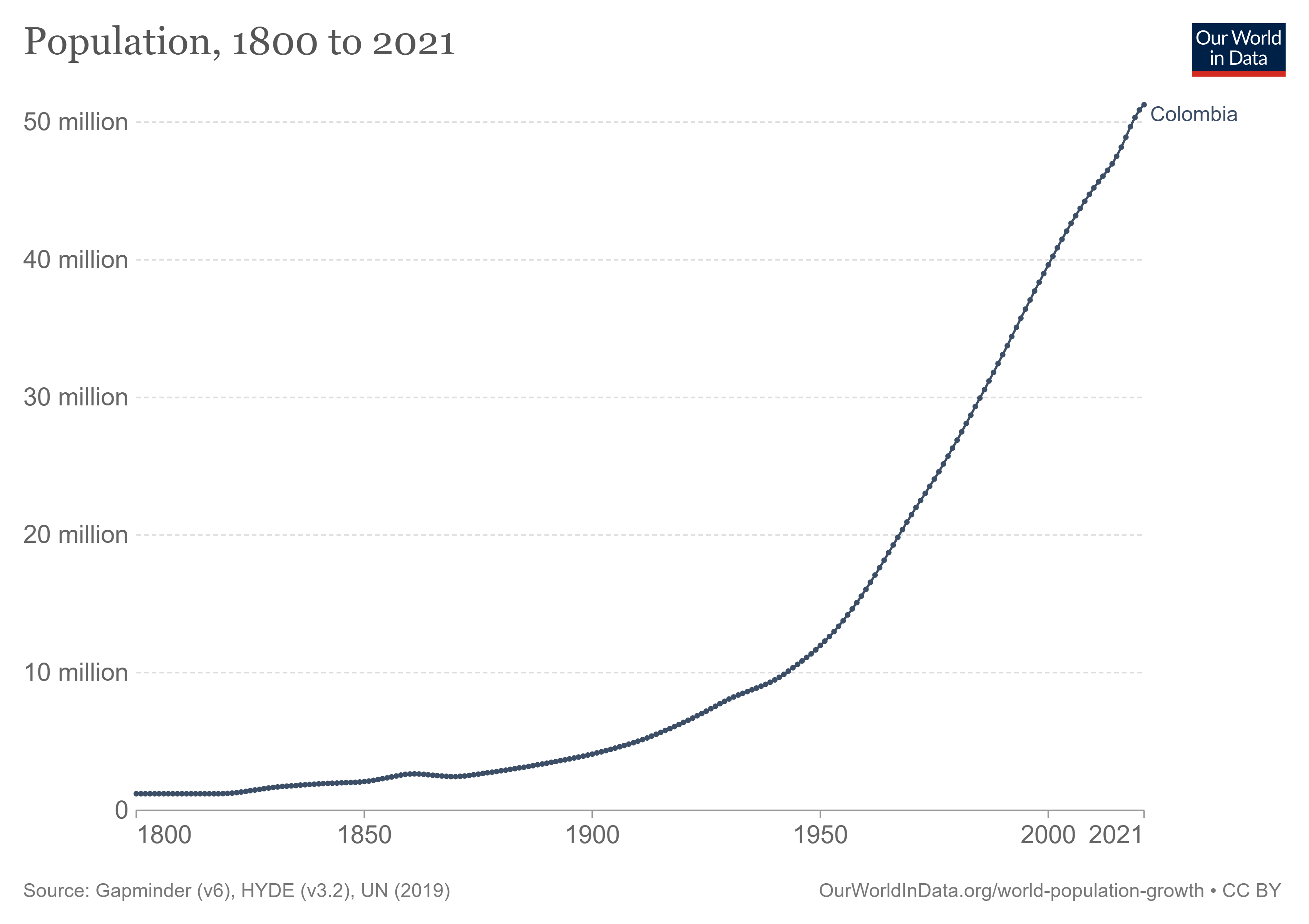
Évolution démographique

| Année | Population |
| ----- | ---------- |
| 1778  | 829 000    |
| 1850  | 2 243 000  |
| 1905  | 4 355 000  |
| 1938  | 8 702 000  |
| 1951  | 11 548 000 |
| 1960  | 15 397 000 |
| 1965  | 18 020 000 |
| 1971  | 21 794 000 |
| 1979  | 24 000 000 |
| 2001  | 40 349 388 |
| 2005  | 44 760 630 |
| 2006  | 45 926 626 |
| 2015  | 46 736 728 |
| 2022  | 49 059 221 |

## Fécondité
En 2015, le taux de fécondité en Colombie s'élève à 2,0 enfants par femme.
|               | 1986 | 1990 | 1995 | 2000 | 2005 | 2010 | 2015 |
| ------------- | ---- | ---- | ---- | ---- | ---- | ---- | ---- |
| Milieu urbain |      |      |      | 2,3  | 2,1  | 2,0  | 1,8  |
| Milieu rural  |      |      |      | 3,8  | 3,4  | 2,8  | 2,6  |
| Total         | 3,2  | 2,8  | 3,0  | 2,6  | 2,4  | 2,1  | 2,0  |

## Sources
1. ↑  Indicateurs du World-Factbook publié par la CIA.
2. ↑  Le taux de variation de la population 2018 correspond à la somme du solde naturel 2018 et du solde migratoire 2018 divisée par la population au 1er janvier 2018.
3. ↑  Indicateurs du World-Factbook publié par la CIA.
4. ↑  L'indicateur conjoncturel de fécondité (ICF) pour 2018 est la somme des taux de fécondité par âge observés en 2018. Cet indicateur peut être interprété comme le nombre moyen d'enfants qu'aurait une génération fictive de femmes qui connaîtrait, tout au long de leur vie féconde, les taux de fécondité par âge observés en 2018. Il est exprimé en nombre d’enfants par femme. C’est un indicateur synthétique des taux de fécondité par âge de 2018.
5. ↑  Indicateurs du World-Factbook publié par la CIA.
6. ↑   Le taux de natalité 2018 est le rapport du nombre de naissances vivantes en 2018 à la population totale moyenne de 2018.
7. ↑  Indicateurs du World-Factbook publié par la CIA.
8. ↑   Le taux de mortalité 2018 est le rapport du nombre de décès, au cours de 2018, à la population moyenne de 2018.
9. ↑  Indicateurs du World-Factbook publié par la CIA.
10. ↑  Le taux de mortalité infantile est le rapport entre le nombre d'enfants décédés à moins d'un an et l'ensemble des enfants nés vivants.
11. ↑  L'espérance de vie à la naissance en 2018 est égale à la durée de vie moyenne d'une génération fictive qui connaîtrait tout au long de son existence les conditions de mortalité par âge de 2018. C'est un indicateur synthétique des taux de mortalité par âge de 2018.
12. ↑  L'âge médian est l'âge qui divise la population en deux groupes numériquement égaux, la moitié est plus jeune et l'autre moitié est plus âgée.
13. ↑  Colombia a country study, 2010 (pag 86,87) (en)
14. ↑  http://www.dane.gov.co/files/censo2005/etnia/sys/visibilidad_estadistica_etnicos.pdf
15. ↑  Karl Günter Simon, « Colombie : Eldorado des mille solitudes », Geo, no 5,‎ juillet 1979, p. 52-80.
16. ↑   DANE 2005 Censo Nacional de Población.
17. ↑  https://www.cia.gov/the-world-factbook/countries/colombia CIA
18. ↑  (en) « People and Society », sur CIA World FActbook.
19. ↑  (en) The DHS Program (Enquêtes démographiques et de santé)